# Stilpon wirthi
Stilpon wirthi är en tvåvingeart som beskrevs av Meg S. Cumming 1992. Stilpon wirthi ingår i släktet Stilpon och familjen puckeldansflugor. Inga underarter finns listade i Catalogue of Life.